# Envelope celular

Diagrama dos invólucros das células bacterianas. Topo: bactérias gram positivas. 1-membrana plasmática, 2-peptidoglicano, 3-fosfolípidos, 4-proteínas, 5-ácido lipoteicóico. Em baixo: bactérias gram negativas. 1-membrana plasmática (membrana interna), 2-espaço periplásmico, 3-membrana interna, 4-fosfolípidoss, 5-peptidoglicano, 6-lipoproteína, 7-proteínass, 8-lipopolissacáridoss, 9-porinass.

O envelope da célula bacteriano é o conjunto de camadas que envolvem a célula bacteriana, compreendendo a membrana citoplasmática e a parede celular de peptidoglicano e uma membrana externa, se presente. A maioria dos invólucros das células bacterianas divide-se em duas categorias principais: bactérias gram-positivas e bactérias gram-negativas, que se distinguem pela sua reação à coloração de Gram.
Tal como acontece noutros organismos, a parede celular bacteriana confere integridade estrutural à célula. Nos procariontess, a função primária da parede celular é proteger a célula contra a pressão osmótica interna provocada pelas concentrações muito mais elevadas de proteínas e outras moléculas no interior da célula do que no meio exterior. A parede celular bacteriana distingue-se da de outros organismos pela presença de peptidoglicano (heteropolímero alternando N-acetilglucosamina e ácido N-acetilmurâmico) e localiza-se imediatamente após a membrana plasmática.
O peptidoglicano é responsável pela rigidez da parede celular bacteriana e determina a forma da célula. A parede é relativamente porosa e não constitui uma barreira para as moléculas pequenas. Embora todas as membranas celulares bacterianas contenham peptidoglicano (alguns parasitas intracelulares, como o Mycoplasma, são exceções), nem todas as membranas celulares têm a mesma estrutura. Isto reflete-se notavelmente na classificação das bactérias em gram-positivas e gram-negativas.

## Parede celular Gram positiva
A parede celular Gram-positiva é caracterizada pela presença de uma camada muito espessa de peptidoglicano, responsável pela retenção das manchas violeta durante a coloração de Gram. As paredes celulares gram-positivas contêm poliálcoois denominados ácidos teicóicos, alguns dos quais se ligam aos lípidos para formar ácidos lipoteicóicos. Como os ácidos lipoteicóicos têm ligações covalentes com os lípidos da membrana citoplasmática, são responsáveis pela ligação do peptidoglicano à membrana citoplasmática. Os ácidos teicóicos conferem à parede celular Gram-positiva uma carga negativa global devido à presença de ligações fosfodiéster entre os monómeros do ácido teicóico.
Este tipo de parede celular encontra-se em organismos que pertencem aos grupos Actinobacteria (organismos gram-positivos com elevado teor de GC) e Firmicutes (organismos gram-positivos com baixo teor de GC). As bactérias do grupo Deinococcus-Thermus também podem apresentar um comportamento Gram-positivo, mas em estrutura a sua parede celular é típica dos organismos Gram-negativos.

## Parede celular Gram-negativa
A parede celular das gram-negativas é constituída por duas camadas: camada de peptidoglicano e membrana externa adicional. Contém uma fina camada de peptidoglicano adjacente à membrana plasmática, sendo esta espessura responsável pela incapacidade da parede celular em reter a cor violeta após a descoloração pelo etanol durante a coloração de Gram. Para além da camada de peptidoglicano, a parede celular gram-negativa contém também uma membrana externa adicional composta por fosfolípidos e lípidos que a protegem das condições externas. A natureza altamente carregada dos lipopolissacarídeos confere uma carga negativa global à parede. A estrutura química dos lipopolissacarídeos externos da membrana é única para cada estirpe bacteriana específica e é responsável por muitas das características antigénicas destas estirpes.
Tal como a bicamada fosfolipídica, a porção lipídica da membrana externa é largamente impermeável a todas as moléculas carregadas. No entanto, canais denominados porinas, presentes na membrana externa, permitem o transporte passivo de muitos iões, açúcares e aminoácidos através da membrana externa. Estas moléculas estão, portanto, presentes no periplasma, a região entre o plasma e as membranas externas. O periplasma contém a camada de peptidoglicano e muitas proteínas responsáveis pela ligação do substrato, hidrólise e recepção de sinais extracelulares. Pensa-se que o periplasma se encontra num estado gelatinoso e não líquido devido à elevada concentração de proteínas e peptidoglicanos que contém. Devido à localização do periplasma entre o plasma e as membranas externas, os sinais e substratos recebidos são transportados pelas proteínas que contém.

## Casos especiais
As micobactérias têm um invólucro celular que normalmente não é gram-positivo nem gram-negativo. O invólucro micobacteriano não possui a membrana externa característica dos organismos gram-negativos, mas possui uma parede com uma percentagem significativa de ácido peptidoglicano-arabinogalactano-ácido micólico que constitui uma barreira externa permeável. Pensa-se que se forma um compartimento "pseudoperiplasma" entre a membrana citoplasmática e esta barreira externa, embora a natureza deste compartimento não seja bem compreendida.
Nas espiroquetas o citoplasma, a membrana plasmática e a parede formam o chamado cilindro protoplasmático. Além disso, a bactéria possui uma membrana externa formada por múltiplas camadas denominada "envelope celular" ou "bainha externa" que envolve completamente o cilindro protoplasmático. Os flagelos das bactérias ficam dentro desta camada exterior e fazem com que as bactérias se flexionem e se movam.
Para além do peptidoglicano, algumas bactérias e muitas archaeas possuem uma camada superficial paracristalina de proteína ou glicoproteína, designada por camada S, geralmente de simetria hexagonal, na parte mais externa do invólucro celular.
Além disso, um glicocálice ou uma cápsula com material segregado pela bactéria também se pode formar na parte exterior da bactéria, mas neste caso é considerada uma acumulação de material e não parte da célula. No entanto, estas camadas externas conferem às bactérias determinadas propriedades protetoras ou aumentam a sua virulência.

### Bactérias sem paredes
As bactérias intracelulares obrigatórias da família Chlamydiaceae são únicas na sua morfologia porque não contêm quantidades detetáveis de peptidoglicano e, portanto, não possuem parede celular. No entanto, as formas extracelulares destas bactérias gram-negativas mantêm a sua integridade estrutural porque possuem uma camada de proteínas ricas em cisteína com ligações dissulfeto reticuladas, que se localiza entre a membrana plasmática e a membrana externa de forma análoga à camada de peptidoglicano de outras bactérias gram-negativas. Estas ligações dissulfeto não se encontram nas formas intracelulares da bactéria, o que a torna mecanicamente mais frágil.
A envoltura celular das bactérias da classe Mollicutes não tem parede celular. As principais bactérias patogénicas desta classe são os micoplasmass.
As formas L bacterianas são estirpes de bactérias que não possuem parede celular e são derivadas de bactérias que normalmente possuem uma.

## Monodermos e didermos
A coloração de Gram é fundamental em bacteriologia para classificar e identificar bactérias. De um modo geral, pode dizer-se que as bactérias com um invólucro de duas camadas (camada de peptidoglicano + membrana externa) são gram-negativas, e as que têm uma única camada espessa de peptidoglicano são gram-positivas. No entanto, existem algumas exceções e casos de coloração de Gram ambígua, pelo que a coloração de Gram nem sempre corresponde à estrutura da parede e ao grupo taxonómico. Isto torna, por vezes, preferível dividir as bactérias em "monodermos" (com uma única membrana e uma única camada de parede: membrana plasmática + peptidoglicano) e "didermos" (com duas membranas e uma fina camada de proteoglicano entre elas: membrana plasmática + peptidoglicano + membrana externa), independentemente da coloração. Além disso, este agrupamento tem suporte filogenético.